# Митчелл, Дэвид (писатель)
Дэвид Стивен Митчелл (англ. David Stephen Mitchell, родился 12 января 1969 года) — английский автор романов, два из которых вошли в шортлист Букеровской премии.

## Биография
Митчелл родился в городе Саутпорт (графство Мерсисайд, Англия). Но рос он в Малверне (графство Вустершир). Митчелл изучал американскую и английскую литературу в Кентском университете.
После обучения он прожил год на Сицилии, затем переехал в Хиросиму (Япония), преподавал английский язык японским студентам. Через восемь лет Митчелл с женой — японкой Кэйко и двумя детьми возвращается в Англию.
В одном из своих эссе Митчелл пишет:

Я знал, что хочу стать писателем, с детства, но пока я не приехал жить в Японию в 1994 году, я слишком легко отвлекался от этого. Вероятно, я стал бы писателем, где бы ни жил, но стал бы я тем же писателем, если бы провёл последние 6 лет в Лондоне, Кейптауне, Мус-Джо, на нефтяной платформе или в цирке? Это мой ответ самому себе.
Первый роман Митчелла «Литературный призрак» («Ghostwritten»), вышедший в 1999 году, движется вокруг света, от Окинавы к Монголии и дальше к пред-миллениумному Нью-Йорку: 9 рассказчиков повествуют истории, которые связываются и пересекаются. Книга получила премию Джона Луэллина-Риса (за лучшую британскую книгу написанную автором моложе 35 лет), вышла в финал Guardian First Book Award.
Две его следующие работы «Сон № 9» («number9dream») (2001 год) и «Облачный атлас» («Cloud Atlas») (2004 год) были включены в шортлист Букеровской премии. В 2003 году Митчелл вошёл в список лучших молодых британских писателей, по версии журнала «Granta». В 2007 году он был включён в список 100 самых влиятельных людей в мире по версии журнала «Тайм».
Его следующий роман «Лужок чёрного лебедя» («Black Swan Green») был опубликован в 2006 году и вошёл в лонглист Букеровской премии. В 2010 году вышел в свет пятый роман Митчелла «Тысяча осеней Якоба де Зута» («The Thousand Autumns of Jacob de Zoet»).
Митчелл живёт вместе с семьёй в городе Корк (Ирландия). В 2012 году роман Митчелла «Облачный атлас» был экранизирован. В мае 2016 года передал рукопись романа «Я источаю то, что вы называете временем» (англ. From Me Flows What You Call Time) библиотеке будущего, став вторым участником этого арт-проекта.

## Публикации на русском языке
- «Сон № 9» («number9dream») / пер. М. Нуянзина. — М.: Эксмо, 2007. — 576 с. — 5000 экз. — ISBN 978-5-699-20872-2.
- «Облачный атлас» («Cloud Atlas») / пер. Георгий Яропольский. — М.: Эксмо, 2007. — 704 с. — 5000 экз. — ISBN 978-5-699-20556-1.
- «Литературный призрак» («Ghostwritten») / пер. Ирина Климовицкая. — М.: Эксмо, 2009. — 608 с. — 4000 экз. — ISBN 978-5-699-37154-9.
- «Тысяча осеней Якоба де Зута» («The Thousand Autumns of Jacob de Zoet») — М.: Эксмо, 2013. — 672 с. — ? экз. — ISBN 978-5-699-66962-2
- «Лужок Чёрного Лебедя» («Black Swan Green») / пер. Т. П. Боровиковой — М.: Эксмо, 2014. — 480 с. — ? экз. — ISBN 978-5-699-68951-4
- «Простые смертные» («The Bone Сlocks») / пер. И.А.Тогоева. — М.: Эксмо, 2016. — 736 с. — 5000 экз. — ISBN 978-5-699-84452-4(ОблАтлПрДм), 978-5-699-84454-8 (ИБ).
- «Голодный дом» («Slade House») / пер. А. Питчер. — М.: ООО Издательская группа "Азбука-Аттикус"/ Иностранка, 2016. — 320 с. — ISBN 978-5-389-11620-7.
- «Утопия-авеню» («Utopia Avenue») / пер. А. Питчер. — М.: ООО Издательская группа «Азбука-Aттикус» / Иностранка, 2021. — 704 с. — ISBN 978-5-389-18496-1